# Sauropsida
Sauropsida („gušterska lica”) grupa su amniota koja obuhvata sve postojeće ptice i gmizavce, kao i njihove fosilne pretke i druge izumrle srodnike. Velike kopnene životinje su bilo u ovoj grupi ili u njenoj sestrinjskoj grupi, Synapsida, kojom su obuhvaćeni sisari i njihovi fosilni srodnici. Ova klada obuhvata Parareptilia i druge izumrle klade. Svi živi sauropsidi su članovi podgrupe Diapsida, dok je Parareptilia klada izumrla pre 200 miliona godina. Termin je uveo 1864. godine Томас Хенри Хаксли, koji je grupisao ptice sa reptilima na bazi fosilne evidencije.